# 羅克羅鎮區 (阿肯色州門羅縣)
羅克羅鎮區（英語：Roc Roe wnship）是位於美國阿肯色州門羅縣的一個行政鎮區。

## 地方資料
羅克羅鎮區的面積為101.03平方千米，當中陸地面積為98.97平方千米，而水域面積為2.06平方千米。根據2010年美國人口普查的數據，當地共有人口296人，而人口密度為每平方千米2.93人。